# Flora e Jardim Botânico de Colônia

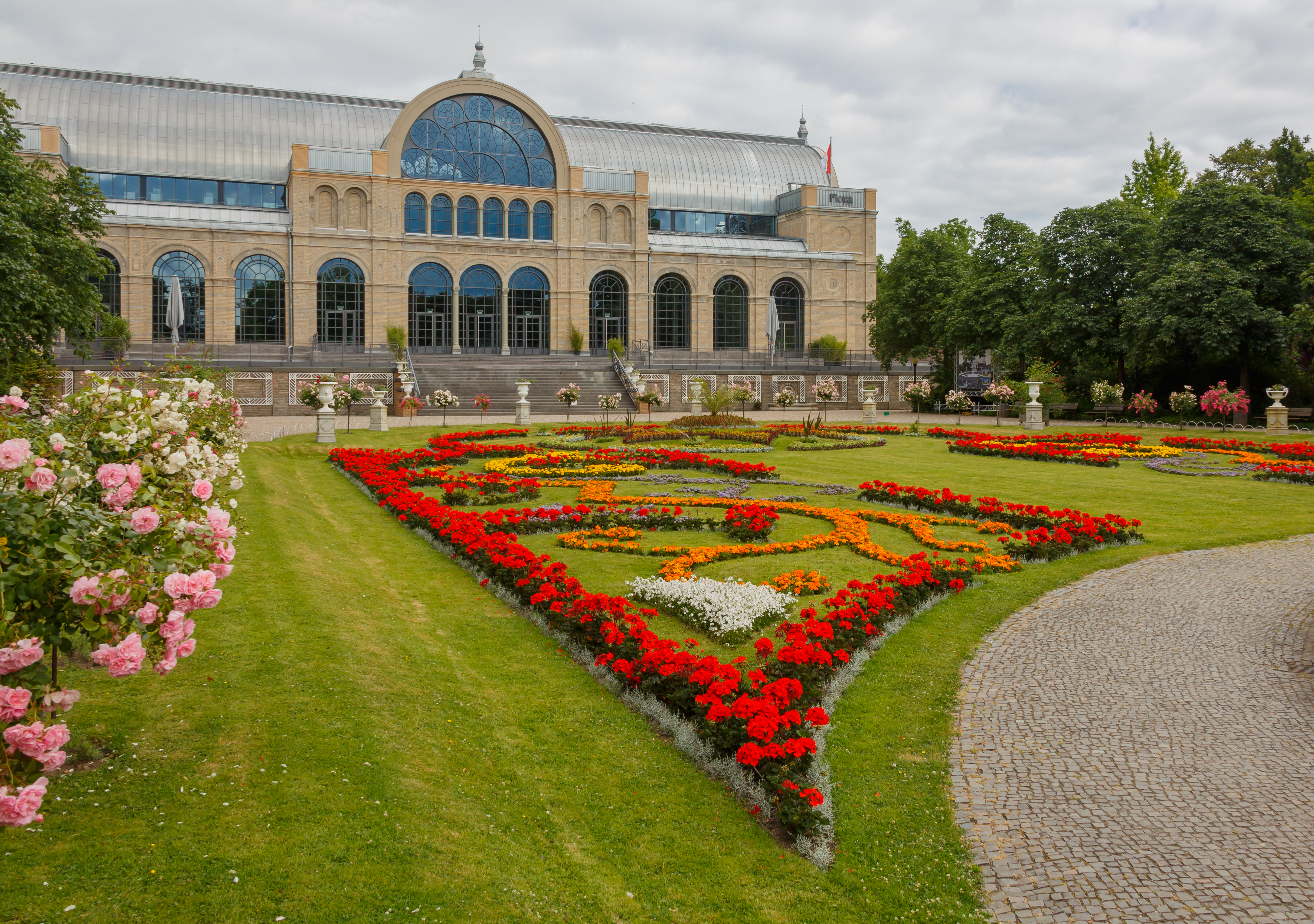
Flora e Jardim Botânico de Colônia em 2014

Flora e Jardim Botânico de Colônia (em alemão:Flora und Botanischer Garten Köln) é um parque municipal de 11,5 hectares situado junto ao Jardim Zoológico em Colônia, na Alemanha. Está aberto diariamente sem custos.

## História
O jardim remonta a 1863, quando uma sociedade anônima privada foi organizada para criar o Parque Flora ("Flora Park")  como um substituto para o antigo jardim botânico da cidade, localizado próximo da Catedral de Colônia, e que foi destruído em 1857 para a construção da estação ferroviária central ("Köln Hauptbahnhof"). Este novo parque foi projetado por Peter Joseph Lenné em 1864, em um estilo alemão misto, incorporando elemento do barroco francês, da renascimento italiano e dos jardins ingleses.

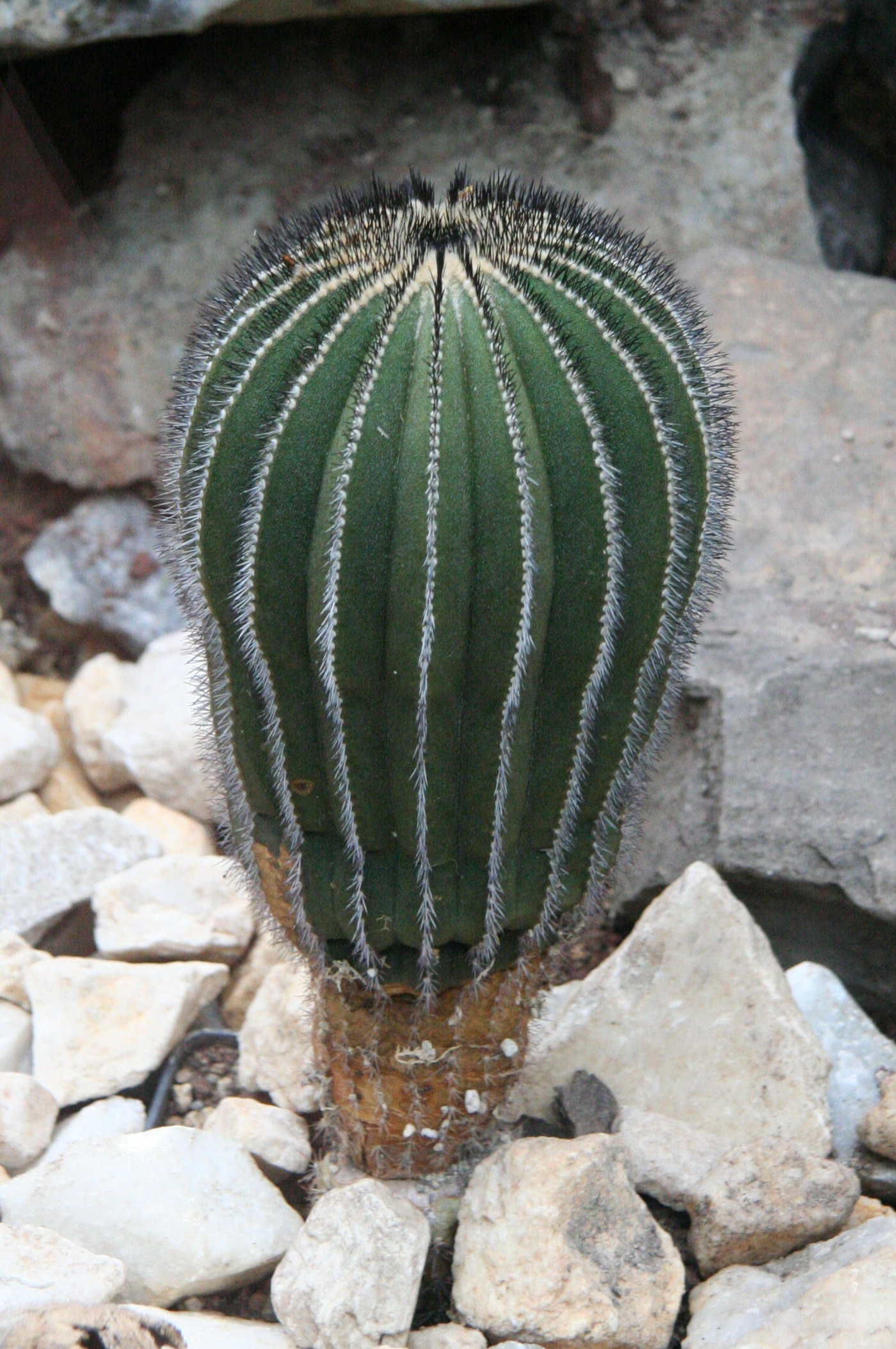
Uebelmannia pectinifera, espécie de cacto exposta na Casa dos Cactus, uma das quatro estufas do Jardim Botânico de Colônia

Em seu centro está a estrutura de um palácio de vidro (Orangerie) de ferro fundido e vidro modelado, baseando-se no Palácio de Cristal de Londres e no Jardin d'hiver de Paris]. O local abrigou diversas exposições durante o século XIX, que incluem exposições de horticulturas em 1875 e 1888 e uma exposição industrial em 1889. Frauen-Rosenhof, um jardim no estilo art nouveau foi criado em 1906.
Entre 1912 e 1914, uma vez com problemas financeiros, o jardim foi adquirido pela administração municipal, que em 1914 construiu um jardim botânico adjacente (4,5 hectares). Estes dois jardins foram unidos em 1920, com novas estufas e casas de exposições de plantas exóticas e tropicais foram adicionados em 1950.
O Flora Parque foi restaurado em 1987, e hoje contém um jardim renascentista italiano com pérgulas de carpas, cascata e o Flora Templo, rodeado por jardins no estilo  inglês, bem como o Jardim Urze, o Jardim Samambaia, o Jardim Fragrância, o Jardim Mediterrâneo e uma lagoa. Ele também contém um número notável de árvores , algumas datando de criação do jardim: mais de 60 espécimes foram designadas monumentos naturais.

## Coleções
O jardim botânico cultiva cerca de 10.000 espécies de plantas, incluindo cerca de 2000 espécies em seu Jardim Alpino. Ele também contém boas coleções de magnólias, rododendros, coníferas, bordos, e Hamamelidaceae, bem como um jardim de plantas medicinais e o Jardim do Agricultor com culturas locais. Cerca de 5.000 espécies são apresentadas em quatro estufas de exposição  :
Estufa Principal - plantas de floresta tropical.
Pequena Casa Tropical - culturas tropicais, incluindo bambu, canela, cacau, coqueiros, café, abacaxi, cana-de-açúcar e baunilha, além de água e plantas de pântano, incluindo o arroz, inhame, flor de lótus, e nenúfares.
Casa Subtropical (aberta em 1964) - plantas subtropicais das Américas, África, Ásia e Austrália, incluindo camélias, proteas e samambaias.
Casa do Cactus - cactos e suculentas dos desertos semi-desertos do mundo.

## Ligações Externas

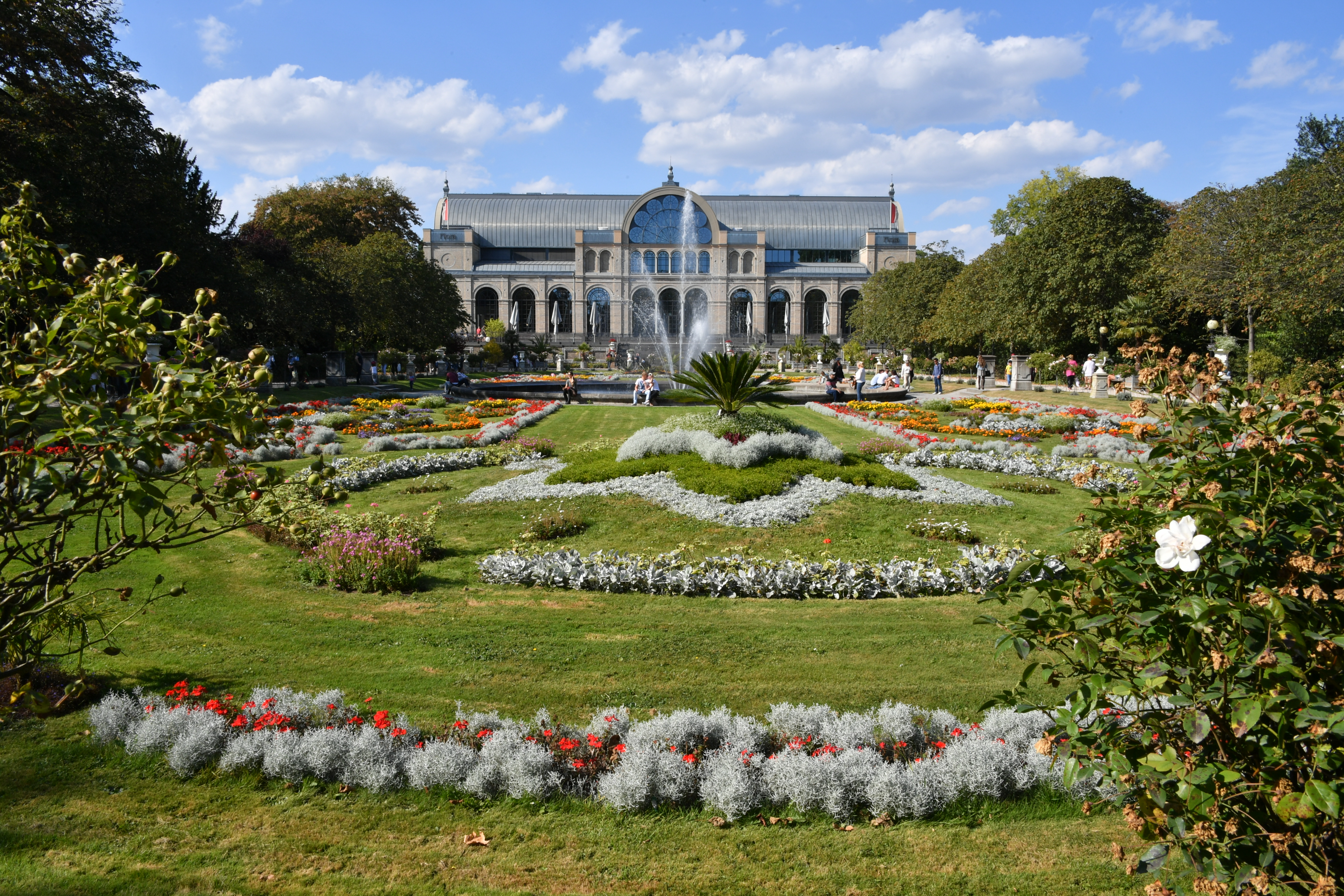
Flora e Jardim Botânico de Colônia entrada

- «Página do Jardim Botânico de Colônia». Em alemão